# 東京三大銅像
東京三大銅像（とうきょうさんだいどうぞう）は、東京都にある19世紀末に建立された以下の3体の銅像を指す。
- 靖国神社の大村益次郎像（1894年）
- 上野恩賜公園の西郷隆盛像（1898年）
- 皇居外苑の二条橋近くにある楠木正成騎馬像（1897年）

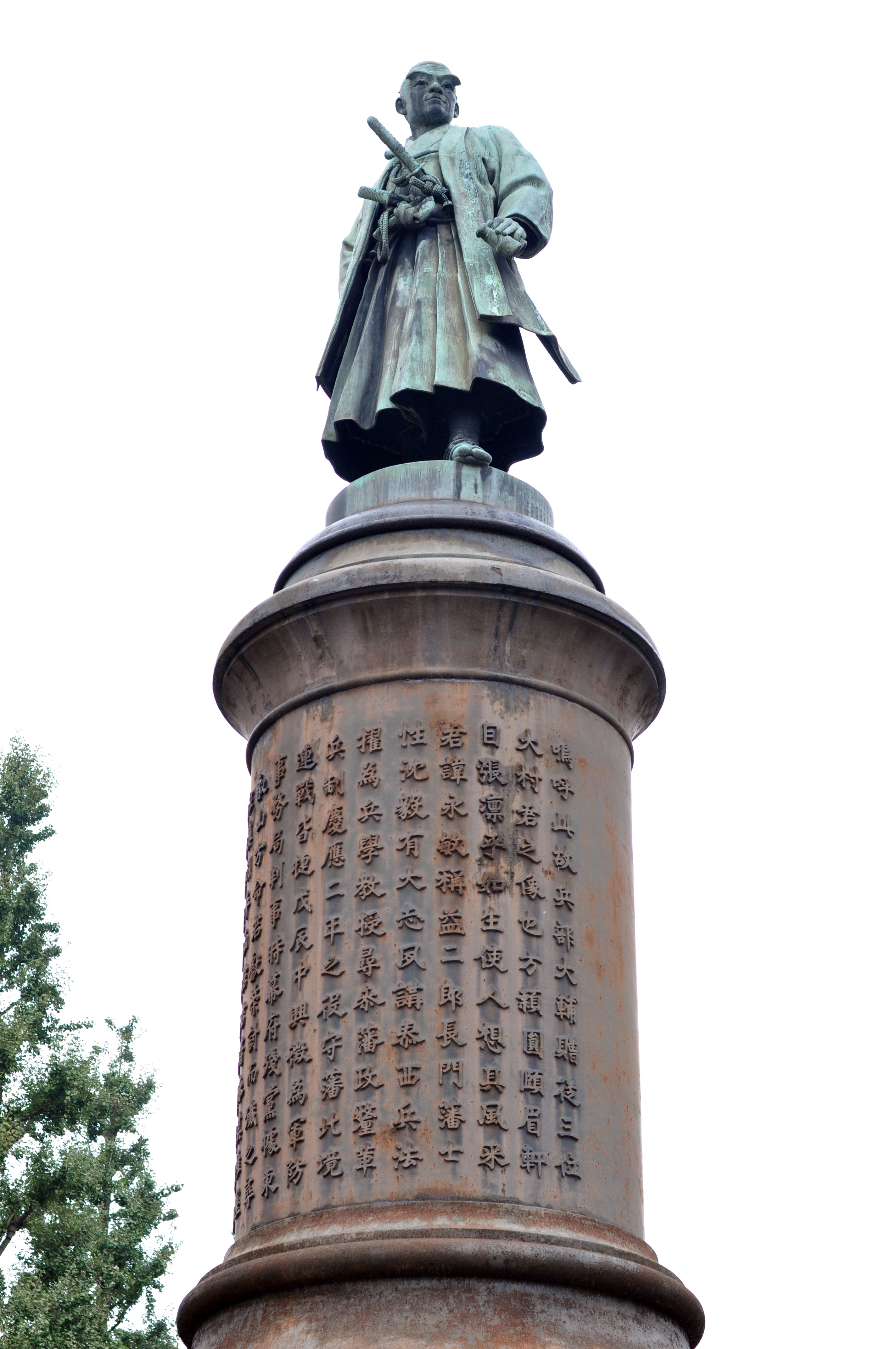
大村益次郎像 （靖国神社）
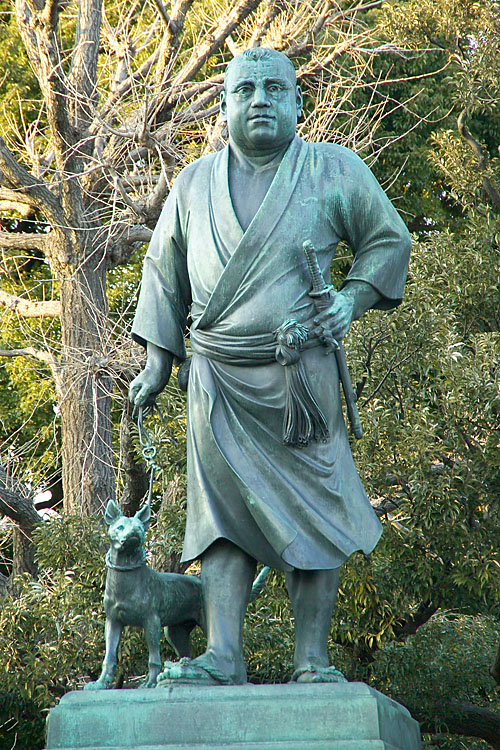
西郷隆盛像 （上野恩賜公園）
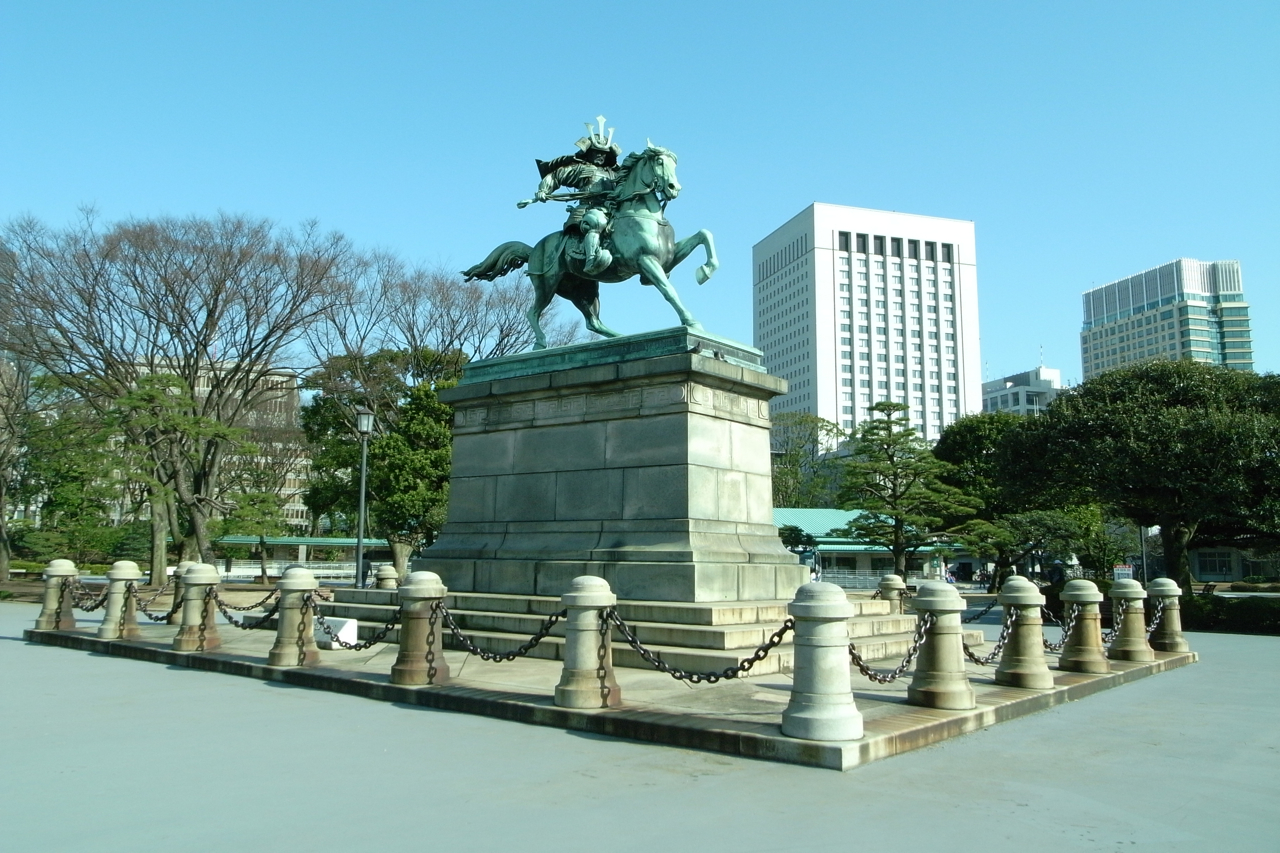
楠木正成像 （皇居外苑）